# 蔡兴贤
蔡兴贤（1927年—？），男，四川绵竹人，中国高分子材料学家，曾任成都科学技术大学教授、博士生导师。